# فقط حمقى وخيول
فقط حمقى وخيول (بالإنجليزية: Only Fools and Horses)‏ هو سيتكوم بريطاني من تأليف جون سوليفان وبطولة ديفيد جايسون ونيكولاس ليندهارست، صدر الموسم الأول منه على قناة بي بي سي الأولى في 8 سبتمبر 1981.

## روابط خارجية
- فقط حمقى وخيول على موقع IMDb (الإنجليزية)
- فقط حمقى وخيول على موقع ميتاكريتيك (الإنجليزية)
- فقط حمقى وخيول على موقع روتن توميتوز (الإنجليزية)
- فقط حمقى وخيول على موقع كينوبويسك (الروسية)
- فقط حمقى وخيول على موقع ألو سيني (الفرنسية)
- فقط حمقى وخيول على موقع قاعدة بيانات الفيلم (الإنجليزية)